# Spyloptera meridionalis
Spyloptera meridionalis är en tvåvingeart som beskrevs av Camillo Rondani 1856. Spyloptera meridionalis ingår i släktet Spyloptera och familjen småharkrankar. Inga underarter finns listade i Catalogue of Life.